# Isoetes delilei
Isoetes delilei
Espèce
Synonymes
- Isoetes setacea Lam., 1789

Statut de conservation UICN

 NT  : Quasi menacé
Isoetes delilei ou Isoète de Delile est une espèce de lycophyte aquatique de la famille des Isoetaceae. Elle est principalement connue du bassin méditerranéen oriental. Sa reconnaissance scientifique est relativement récente au regard de l'ancienneté des études botaniques sur la région.

## Taxonomie

### Historique
L'espèce fut initialement découverte en Égypte par le botaniste français Alire Raffeneau Delile (1778-1850), connu pour sa participation à l'expédition d'Égypte de Napoléon Bonaparte (1798-1801). Delile, responsable de la section botanique pendant cette campagne scientifique, collecta une riche flore égyptienne, qu'il décrivit plus tard dans ses travaux, notamment dans la partie botanique de la monumentale Description de l’Égypte .
Toutefois, Isoetes delilei ne fut pas immédiatement distinguée comme espèce propre. Le matériel collecté par Delile fut longtemps assimilé à d'autres taxons proches, tels que Isoetes durieui ou Isoetes histrix, en raison de la complexité du genre et du manque de critères discriminants accessibles sans étude microscopique des spores .
Ce n'est qu'en 1944 que Werner Rothmaler (1908–1962), botaniste allemand, entreprit une révision critique des Isoetes méditerranéens. Dans une publication intitulée « Isoetes delilei nov. spec. », Rothmaler examina les spécimens conservés en herbier et mis en évidence plusieurs caractères distinctifs, notamment la morphologie des mégaspores, pour justifier la création d'une nouvelle espèce, qu'il dédia à Delile en reconnaissance de ses premières collectes en Égypte .

### Étymologie
Cette espèce est dédiée à Alire Raffeneau-Delile, botnaiste français qui en fit la première description en 1827 .

### Description
Isoetes delilei est une lycophyte amphibie, adaptée aux cycles saisonniers d’inondation et de sécheresse. Elle se développe dans l’eau pendant l’hiver et le début du printemps, puis poursuit son cycle sous une forme terrestre après l’exondation. Ses feuilles, fines, fragiles et d’un vert clair, mesurent entre 10 et 40 cm de long .
L'espèce se reconnaît facilement par ses sporanges nus, non protégés par un voile, un caractère qui la distingue clairement de Isoetes longissima, une espèce voisine évoluant dans les mêmes habitats. Les mégaspores de I. delilei rappellent celles de I. longissima, mais présentent des tubercules souvent peu proéminents sur leurs faces. Quant aux microspores, elles sont finement échinulées .
Vivace, Isoetes delilei développe ses feuilles dans l’eau dès l’automne ou l’hiver. La maturation des spores intervient à la fin du printemps, juste avant que les feuilles ne se dessèchent avec l’assèchement progressif du milieu. Sur le plan cytogénétique, l’espèce est diploïde, avec un nombre chromosomique de 2n = 22 .

## Distribution et habitat

### Distribution
Au sens strict, c’est une espèce du bassin méditerranéen occidental, mais plusieurs taxons de Méditerranée orientale en sont très proches .

#### En Europe
Moitié occidentale de la péninsule Ibérique, au Portugal et en Espagne ; et le long de Méditérranée en Espagne (Catalogne, très localement) .
En France, Isoetes delilei est une plante extrêmement rare, limitée à la région méditerranéenne stricte, dans des localités isolées. On la trouve dans l’Hérault, dans les mares du plateau de Roquehaute et du Grand Bois, près de Vias et de Montblanc, ainsi que dans les Pyrénées-Orientales, autour de Rivesaltes et sur les plateaux bordant la vallée de la Têt, près de Rodès. Dans plusieurs stations historiques, la plante a disparu, comme à la mare de Grammont, près de Montpellier, ou bien les mares ont été détruites, telles que celles de la Costière nîmoise dans les années 1960 et celle de Saint-Estève (Pyrénées-Orientales) au début des années 1980. Isoetes delilei a également été signalée au XIXe siècle dans le Var, près de Saint-Raphaël, mais les spécimens d’herbier vérifiés correspondent en réalité à Isoetes longissima. Il n’y a donc aucune certitude quant à la présence ancienne de I. delilei dans le Var. Des mentions bibliographiques anciennes non confirmées existent pour les Alpes-Maritimes, ainsi que pour l’Aude, l’Ariège et la Corse-du-Sud. Il y a aussi eu une erreur de saisie dans les bases de données, indiquant sa présence en Isère .

#### Hors d'Europe
Cette espèce est connue seulement au Maroc .

### Habitat

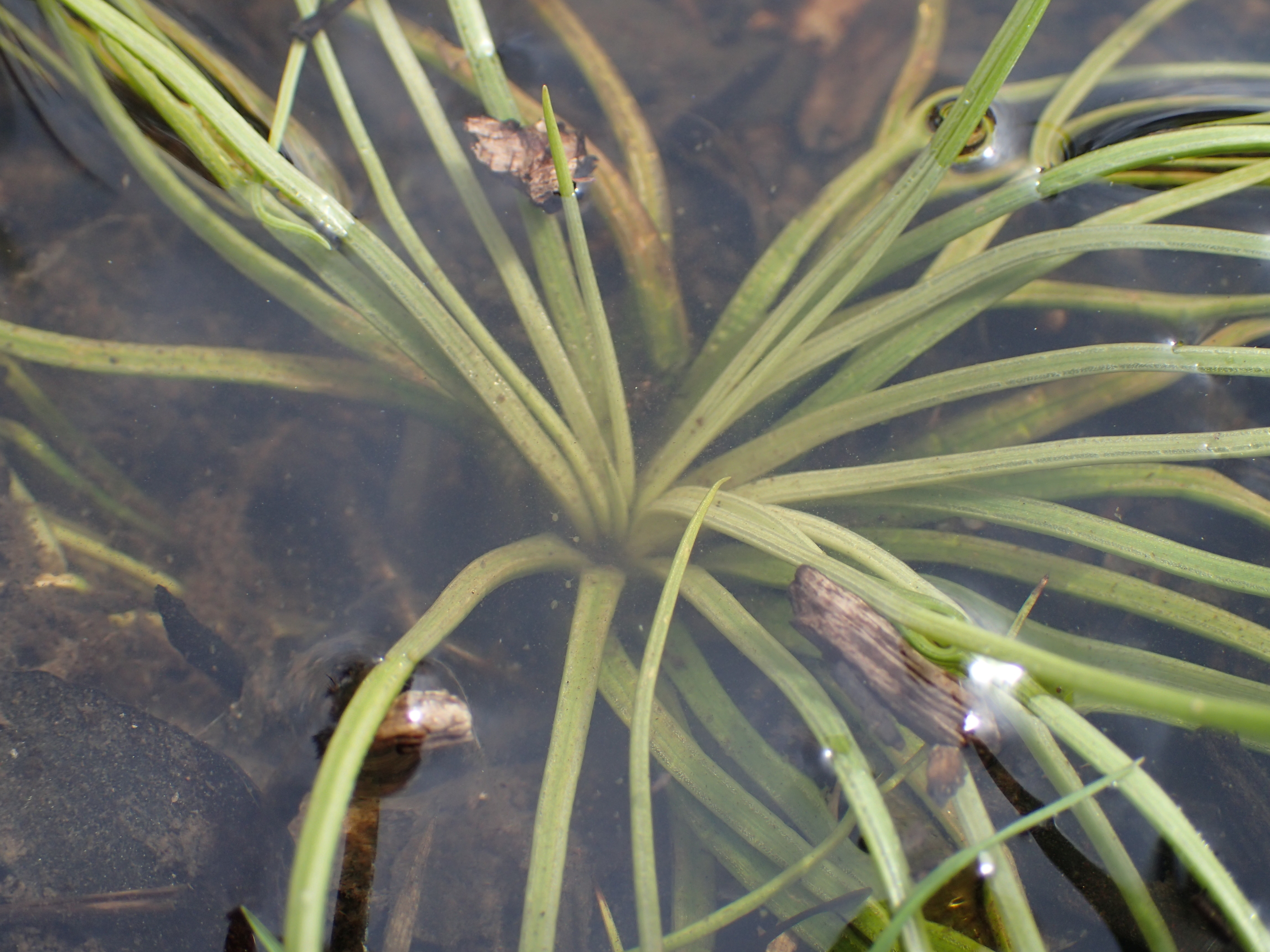
Gros plan sur une I.delilei immergée dans l'eau

Isoetes delilei est une espèce qui fréquente les mares temporaires du climat méditerranéen. Ces mares sont alimentées en eau par les pluies d’automne et d’hiver, période durant laquelle la plante peut être entièrement immergée. Elles s’assèchent ensuite progressivement jusqu’à une exondation complète au cours du printemps. L'espèce ne se rencontre qu'à basse altitude et reste très localisée en raison de la rareté des milieux favorables. Cependant, elle peut former d’importantes populations là où les conditions lui sont propices .

## Protection et statut de conservation
En France, Isoetes delilei bénéficie d'une protection légale stricte. Elle est inscrite à l'arrêté ministériel du 20 janvier 1982, qui établit la liste des espèces végétales protégées sur l’ensemble du territoire métropolitain. Cette protection interdit notamment la destruction, la cueillette, le transport, la vente ou l’achat de la plante, ainsi que toute atteinte à ses habitats naturels .
L’espèce est également évaluée sur les listes rouges de conservation. Au niveau national, Isoetes delilei est classée Vulnérable (VU), ce qui signifie qu’elle fait face à un risque élevé d'extinction en France. À l’échelle européenne et mondiale, elle est considérée comme Quasi menacée (NT), traduisant une préoccupation réelle quant à la stabilité de ses populations .